# Tico-tico-listrado
O tico-tico-listrado (Melospiza lincolnii) é um pequeno pardal da família Passerellidae, nativo da América do Norte. É um pássaro da ordem dos Passeriformes menos comum que geralmente fica escondido sob a cobertura espessa do solo, mas pode ser distinguido por seu canto doce, semelhante ao de uma carriça. O tico-tico-listrado é uma das três espécies do gênero Melospiza, que também inclui o Melospiza melodia e o tico-tico-dos-pântanos [en] (M. georgiana). Ele vive em habitats com arbustos bem cobertos, geralmente perto da água. Esse pássaro é pouco documentado devido à sua natureza secreta e hábitos de reprodução apenas em regiões boreais.

## Descrição
Os adultos têm partes superiores marrom-oliva com estrias escuras e peito marrom-claro com estrias finas, barriga branca e pescoço branco. Eles têm cabeça marrom com uma faixa cinza no meio, asas marrom-oliva e uma cauda estreita. O rosto é cinza, com bochechas marrons, bigode amarelado e uma linha marrom através do olho com um anel ocular estreito. Os machos e as fêmeas são parecidos na plumagem. A aparência é semelhante à do Melospiza melodia, embora seja menor e mais elegante, com estrias mais finas no peito.

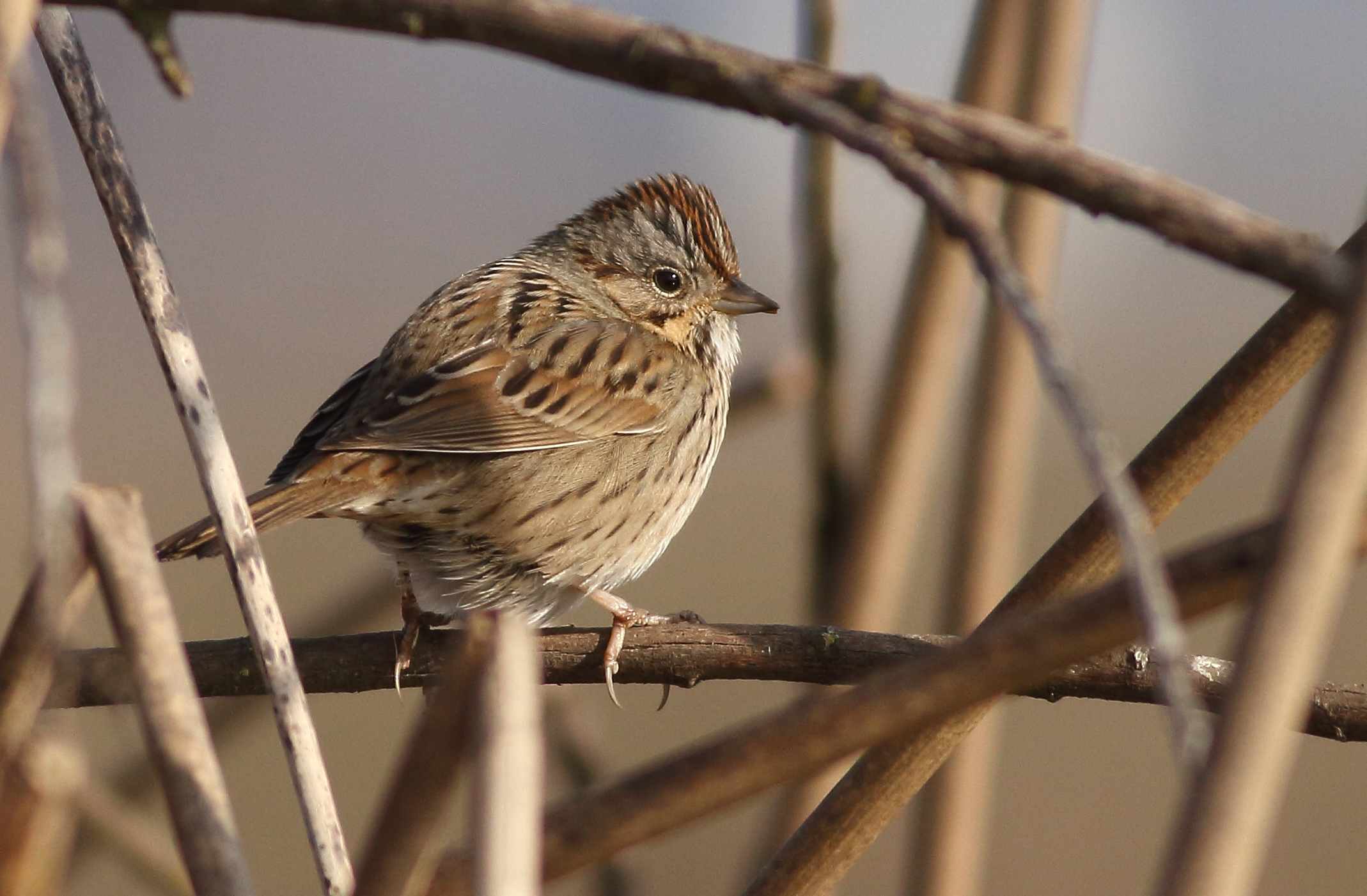
Tico-tico-listrado na Cosumnes River Preserve, no condado de Sacramento, Califórnia.

Os filhotes se assemelham muito aos filhotes de tico-tico-dos-pântanos, com o peito listrado e ainda não lustroso, mas o tico-tico-listrado raramente tem uma coroa unicolor como a do tico-tico-dos-pântanos.

#### Medidas dos adultos:[4]
- Comprimento: 13 a 15 cm

- Peso: 17 a 19 g

- Envergadura: 19 a 22 cm

## Taxonomia
O tico-tico-listrado foi batizado por John James Audubon em homenagem a seu amigo Thomas Lincoln, de Dennysville [en], Maine. Lincoln matou o pássaro em uma expedição com Audubon à Nova Escócia em 1834, e Audubon o batizou em homenagem ao seu companheiro de viagem.

### Subespécies
Existem três subespécies conhecidas do tico-tico-listrado. No entanto, alguns autores sugerem que M. l. lincolnii e M. l. alticola devem ser consideradas uma subespécie devido à sua semelhança morfológica.
- M. l. lincolnii é geralmente maior, com coloração marrom mais avermelhada ou marrom-acinzentada e menos bordas amarelas nas penas dorsais.[2]

- M. l. gracilis é menor, com mais amarelo nas penas dorsais e estrias escuras mais largas no eixo, criando maiores contrastes na coloração dorsal.[2] Seu habitat de reprodução se estende do arquipélago do sul do Alasca até o centro da Colúmbia Britânica.[2]

- M. l. alticola é a maior subespécie e a mais uniforme em termos de cor, com o dorso predominantemente marrom e estrias estreitas nas penas dorsais.[2] Vive nas Montanhas Rochosas centrais do Canadá e nas montanhas da Califórnia e do Oregon e reproduz-se até o sul do Novo México e do Arizona.[2]

## Habitat e distribuição
Seu habitat de reprodução são as zonas subalpinas e montanhosas do Canadá, do Alasca e do nordeste e oeste dos Estados Unidos, embora sejam menos comuns na parte leste de sua área de distribuição. São encontrados principalmente em matas úmidas, pântanos arbustivos e habitats dominados por musgo. Eles preferem ficar perto de arbustos densos e seus ninhos são copos rasos e abertos bem escondidos no chão, sob a vegetação. Em altitudes mais baixas, também podem ser encontrados em bosques mistos de caducifólias, arbustos mistos com salgueiros e pântanos de  Picea mariana e Larix laricina [en]. Eles usam principalmente o solo e a base dos salgueiros para forragear, enquanto usam árvores altas e galhos de salgueiro para cantar.
Durante a migração, vive em moitas e arbustos, particularmente em zonas ripárias. Usa terras baixas como as Grandes Planícies e a Grande Bacia, bem como habitats urbanos e suburbanos no leste. Seu período de migração começa entre 13 e 30 de maio e vai até 20 de agosto a 20 de setembro. Seus habitats no sul durante o inverno incluem florestas tropicais perenes e decíduas, florestas áridas e úmidas de pinheiros e carvalhos, florestas de pântanos do Pacífico e matagal subtropical árido.
Sua área de invernada se estende do sul dos Estados Unidos até o México e o norte da América Central; eles são migrantes de passagem em grande parte dos Estados Unidos, exceto no oeste. Em 2010, um tico-tico-listrado foi observado pela primeira vez na República Dominicana, e também houve vários registros dessa espécie em regiões montanhosas do Haiti. No entanto, o comportamento de esgueirar-se dessa ave e sua preferência por habitats densamente cobertos dificultam a descrição precisa de toda a área de distribuição dessa espécie.

## Comportamento

### Vocalizações
O tico-tico-listrado é uma espécie muito reservada; muitas vezes não é visto nem ouvido, mesmo onde é comum. Sabe-se que apenas os machos cantam e que seu canto é único no gênero Melospiza. Eles produzem um canto doce, parecido com o de uma carriça, gorgolejante, com frequências variadas. Primeiro, há muitas notas introdutórias rápidas e agudas, que depois se transformam em um trinado que começa baixo, sobe abruptamente e depois cai. Semelhante ao tico-tico-dos-pântanos, o tico-tico-listrado tem um repertório de canto relativamente pequeno, com uma média de 3,7 tipos de canto diferentes por indivíduo. Entretanto, seu padrão de canto complexo e multissilábico é comparável ao de um Melospiza melodia, enquanto o tico-tico-dos-pântanos tem um canto simples e monossilábico. Eles cantam com mais frequência pela manhã e somente no início da estação reprodutiva, antes da incubação. Eles cantam com frequência enquanto estão expostos em poleiros, bem como durante o voo.
Essa ave tem dois sons de chamado: um é um tup ou chip agressivo e plano, enquanto o outro é um zeet suave e agudo. O último, nos machos, é frequentemente seguido pelo canto. O chamado zeet é geralmente usado sob uma cobertura densa, enquanto o chamado chip é usado quando exposto em poleiros para atrair atenção ou durante encontros antagônicos. Ambos os cantos são usados na defesa do ninho. Eles também têm uma sequência de cantos zrrr-zrrr-zrrr distinta, rouca e zumbida, usada no acasalamento, durante disputas territoriais e na proteção do parceiro.

### Dieta
No inverno, a maior parte de sua dieta consiste em pequenas sementes de ervas daninhas e gramíneas, mas, quando disponíveis, também comem vertebrados terrestres. Durante a estação de reprodução, alimentam-se principalmente de artrópodes, incluindo larvas de insetos, formigas, aranhas, besouros, moscas, mariposas, lagartas e outros. Os adultos geralmente comem presas de níveis tróficos mais altos, como aranhas, enquanto alimentam seus filhotes com proporções maiores de material vegetal e presas de nível trófico mais baixo, como gafanhotos. Eles se alimentam principalmente no chão, em meio à vegetação densa e, no inverno, podem ocasionalmente usar alimentadores de aves. Eles capturam as presas com o bico enquanto pulam no chão e geralmente engolem as presas inteiras.

### Reprodução
Os machos chegam ao local de reprodução em meados ou no final de maio e começam a cantar para atrair uma parceira. No início de junho, as fêmeas constroem seus ninhos no chão, sob uma densa cobertura de grama ou arbustos, geralmente dentro de um arbusto baixo de salgueiro, bétula da montanha, ou afundados em uma depressão de musgo do gênero Sphagnum. Seu ninho é uma xícara aberta rasa e bem coberta de gramíneas ou juncos. O tamanho da ninhada costuma ser de 3 a 5 ovos, que têm formato oval e são de cor verde-clara a branco-esverdeada e manchados de marrom-avermelhado. Um ovo é posto por dia e as fêmeas começam a incubar os ovos antes que a ninhada esteja completa, enquanto os machos não incubam. A incubação dura cerca de 12 a 14 dias. Os filhotes nascem altriciais e deixam o ninho cerca de 9 a 12 dias após a eclosão, embora possam ser cuidados pelos pais por mais 2 a 3 semanas. Os filhotes não voam no primeiro dia, mas suas habilidades de voo melhoram rapidamente e, no sexto dia, eles podem voar mais de 10 metros por vez.
O formato do bico dos machos está correlacionado com a qualidade de suas canções, com qualidade decrescente à medida que a proporção entre a altura e a largura do bico diminui. Isso afeta o sucesso reprodutivo porque a qualidade da canção influencia as preferências de acasalamento das fêmeas. Os machos que eclodem mais tarde na estação reprodutiva tendem a ter formatos de bico menos adequados para produzir canções que atraem as fêmeas e, portanto, têm menor sucesso reprodutivo.